# Desmond Faʻaiuaso
Desmond Richmond Junior Faʻaiuaso (* 24. Februar 1984 in Apia), meist nur Desmond Faʻaiuaso, ist ein samoanischer Fußballspieler auf der Position eines Mittelstürmers. Er ist ehemaliger samoanischer Fußballnationalspieler und aktuell für Lepea FC aktiv.

## Karriere

### Verein
Faʻaiuaso begann seine Profikarriere im samoanischen Verein Titavi FC, für den er eine Saison spielte und die Meisterschaft feierte. Zur Saison 2001 wechselte er zu den Strickland Brothers nach Lepea. Im ersten Jahr wurde er mit 17 Treffern erfolgreichster Torschütze der Samoa National League und Vizemeister. Ein Jahr später war er mit 21 Toren erneut Torschützenkönig und hatte damit maßgeblichen Anteil am ersten Meisterschaftstitel seines Vereins. In den Jahren 2003 und 2004 wurde Faʻaiuaso erneut samoanischer Meister. In der Saison 2005 stand er im Kader von Tuanaimoto Breeze, laut Quellen handelt es sich hierbei lediglich um eine Namensänderung der Strickland Brothers, und errang erneut den Meistertitel. Mit seinen Verein nahm er am OFC Champions Cup teil, schied jedoch bereits in der Vorrunde aus. Faʻaiuaso verließ daraufhin Samoa in Richtung Tahiti und schloss sich AS Pirae in der Ligue 1 an. Hier gewann er die tahitianische Meisterschaft und erreichte an der Seite von Naea Bennett, Axel Williams und José Hmaé das Endspiel des OFC Champions Cup 2006, was jedoch mit 3:1 gegen Auckland City verloren ging. Er selbst erzielte den einzigen Treffer für AS Pirae. 2007 verließ er den Verein und wechselte für eine Saison zurück zu den Strickland Brothers nach Samoa. Mit seinen Wechsel zum neuseeländischen Fußball-Franchise YoungHeart Manawatu im Jahr 2009 war Faʻaiuaso der erste Samoaner, der im New Zealand Football Championship spielte. Aufgrund von Verletzungen absolvierte er lediglich 5 Spiele für den Verein, in denen ihm kein Treffer gelang. 2010 wechselte er in die Central Region Premier League und schloss er sich den Amateurclub Team Taranaki in der Hafenstadt New Plymouth an. Nach sieben Jahren in Neuseeland kehrte er nach Samoa zurück und es folgten kurzen Stationen bei Central United und Vailima Kiwi. 2016 schloss er sich den Lepea FC an für den er noch aktiv ist.

### Nationalmannschaft
Sein Debüt für die Samoanische Fußballnationalmannschaft gab Faʻaiuaso am 7. April 2001 im Rahmen der Weltmeisterschafts-Qualifikation gegen Tonga. Mit 4 erzielten Toren in seinen zweiten Länderspiel, trug er Maßgeblich zum Sieg über die Mannschaft aus Amerikanisch-Samoa bei. Mit 20 A-Länderspielen und 9 Toren ist er sowohl Rekordtorschütze als auch Rekordspieler der Auswahl von Samoa. Er nahm an mehreren Weltmeisterschafts-Qualifikationsspielen teil (2002, 2010, 2014, 2018), konnte jedoch keine nennenswerten Erfolge erzielen. Seinen letzten Einsatz im Trikot der Nationalelf absolvierte er am 5. Juni 2016 gegen die Mannschaft aus Papua-Neuguinea. In den Jahren 2014 bis 2017 war er neben seiner Tätigkeit als Vereinsspieler, Trainer der U-17 Nationalmannschaft von Samoa.

### Erfolge
- Samoanischer Meister: 2000, 2002, 2003, 2004, 2005
- Tahitianischer Meister: 2006

### Rugby
Neben seiner Tätigkeit als Fußballer ist Faʻaiuaso auch für die Siebener-Rugby Mannschaft von Samoa aktiv. Er war Teilnehmer und bester Torschütze der samoanischen Auswahl bei den Hong Kong Sevens 2004. Auch im Mannschaftskader für die Dubai Sevens 2007 wird er mit der Nummer 12 geführt.